# Tranvia Altdorf-Flüelen
La tranvia Altdorf-Flüelen era una tranvia extraurbana che collegava la città di Altdorf alla stazione di Flüelen sulla ferrovia del Gottardo.

## Storia
La linea nacque per meglio servire Altdorf, capitale del canton Uri, la cui stazione non era servita dai treni rapidi della Gotthardbahn, che si fermavano invece a Flüelen.
Nel 1904 venne ottenuta la concessione federale per la linea, e il 14 novembre 1905 si costituì la società Strassenbahn Altdorf-Flüelen (AF), con sede ad Altdorf, per la costruzione di una tranvia elettrica tra Altdorf e Flüelen.
Dopo nove mesi di lavori la tranvia aprì il 25 agosto 1906. Il servizio prevedeva 36 corse nei mesi invernali e 60 nei mesi estivi (una corsa ogni quarto d'ora) e i tram impiegavano 12 minuti per percorrere la linea.
Con la diffusione della motorizzazione individuale vi fu un calo degli introiti; nel 1950 l'assemblea dei soci della AF decise per la soppressione del tram, da sostituire con autobus. L'ultima corsa avvenne il 20 maggio 1951: pochi giorni prima (il 7 maggio) la AF aveva cambiato ragione sociale in Auto AG Uri.

## Caratteristiche
La linea, a scartamento metrico, era lunga 3,1 km. La linea era elettrificata a corrente continua alla tensione di 600 V, la pendenza massima era del 31 per mille, il raggio di curva minimo 25 metri.

### Percorso
| Continuation backward |

| Station on track | Unknown route-map component "uexKBHFa" |  |

| Unknown route-map component "CONTgq" | One way rightward | Unused straight waterway |  |  |

| Unknown route-map component "uexHST" |

| Unknown route-map component "uexHST" |

| Unknown route-map component "uexBHF" |

|  | Unknown route-map component "uexABZg+l" | Unknown route-map component "uexKDSTeq" |

| Unknown route-map component "uexHST" |

| Unknown route-map component "uexHST" |

| Unknown route-map component "uexKBHFe" |

La linea partiva dalla stazione di Flüelen. In località Moosbad era posto l'unico raddoppio della linea (oltre a quelli dei capolinea). Poco oltre si trovava il deposito, utilizzato dalla Auto AG Uri come deposito autobus fino al 2009. Il capolinea di Altdorf era situato nei pressi del monumento a Guglielmo Tell.

## Materiale rotabile
Sulla linea prestarono servizio quattro tram a due assi (Ce 2/2 1÷4) costruiti da MAN e Alioth con 36 posti a sedere, due rimorchi aperti con 40 posti a sedere e un carro merci aperto.
Alla chiusura della linea i tram furono demoliti, mentre i rimorchi vennero ceduti alla ferrovia San Gallo-Trogen.